# Thylacosceles acridomima
Thylacosceles acridomima is een vlinder uit de familie Stathmopodidae. De wetenschappelijke naam van de soort is voor het eerst geldig gepubliceerd in 1889 door Meyrick.